# Zio Paperone e il ritorno a Xanadu
La storia Zio Paperone e il ritorno a Xanadu (testo e disegni di Don Rosa, 1991) si riferisce alle storie di Carl Barks Zio Paperone e la corona perduta di Gengis Khan e Zio Paperone e la dollarallergia.

## Trama
L'avventura comincia al deposito, mentre Paperone, Paperino, Qui, Quo e Qua stanno osservando tutti i trofei delle loro avventure; tra tutti, uno dei nipotini, vuole ricordare come fecero a ritrovare la corona di Gengis Khan, così facendo capiscono, grazie alla consultazione del manuale delle Giovani Marmotte, che insieme alla corona doveva esserci il tesoro perduto di Gengis Khan. Così tutti si recano nel luogo dove fu trovata la corona, ovvero, in una zona tra il Kunlun e L'Himalaya e lì scoprono il fiume Alph, il fiume che attraversava la mitica Xanadu, nella grotta dove vi era la corona di Gengis Khan. Dopo aver percorso un marciapiede lungo il fiume e aver chiuso una diga, per guadare il fiume, arrivano a Xanadu, e lì scoprono che la mitica Xanadu, non è altro che la vecchia Tralla – là. Dopo l'incontro con il capo di Tralla – là, Paperone e i nipoti scoprono di essersi bloccati a Xanadu, e di non poter tornare indietro; allora decidono di adattarsi alla vita di Tralla – là. Dopo una settimana, però, il sacro gorgo di Tralla – là si chiude per colpa della chiusura della diga; allora Paperone e i nipoti vengono portati dal gran lama, che gli cede gli unici metalli di Xanadu, ovvero i miliardi di tappi che Paperone fece cadere molti anni fa (vedi "zio Paperone avventura a Tralla – là"). Così Paperino riesce a fabbricare dei seghetti per aprire la porta che li teneva bloccati, a tornare alla chiusa e ad aprirla, però, così facendo, non potrà mai tornare a Xanadu. Intanto Paperone e i nipotini vengono risucchiati dal gorgo, ora attivo, e, insieme a Paperino, finiscono nel fiume Alph, che li porta in una fontana, in una città del Nepal.
Il D.U.C.K. (Dedicated to Uncle Carl by Keno, dedicato a zio Carl da Keno, che è un altro nome di Don Rosa) si trova in basso a sinistra sulle setole della spazzola, nella prima vignetta. Una curiosità: nella quinta vignetta della ventunesima tavola, un pipistrello ha la faccia di Topolino; questo sta a dimostrare come Don Rosa non adori molto Topolino.

### Sequenze tagliate
Inizialmente la sceneggiatura di Rosa prevedeva una sequenza di circa due tavole in cui i Nipotini avrebbero appreso la sorte dei loro genitori Della Duck (sorella di Paperino) e di suo marito: essi, esploratori, si sarebbero persi nelle valli intorno a Xanadu e sarebbero stati vivi e in salute. Da questa informazione si sarebbe poi dipanata una storia da realizzare successivamente in cui Qui, Quo e Qua si sarebbero ricongiunti ai loro genitori.
La sequenza fu scritta, ne fu realizzato lo storyboard e fu disegnata, ma alla fine Don Rosa decise di tagliarla quando si rese conto di non essere in grado di gestire le implicazioni di una tale rivelazione.